# Lavinio (città antica)
Lavinio (in latino Lāvīnĭum) fu una città del Latium vetus, a sud di Roma; secondo la mitologia romana, fu la città fondata da Enea e dagli esuli troiani.

## Storia

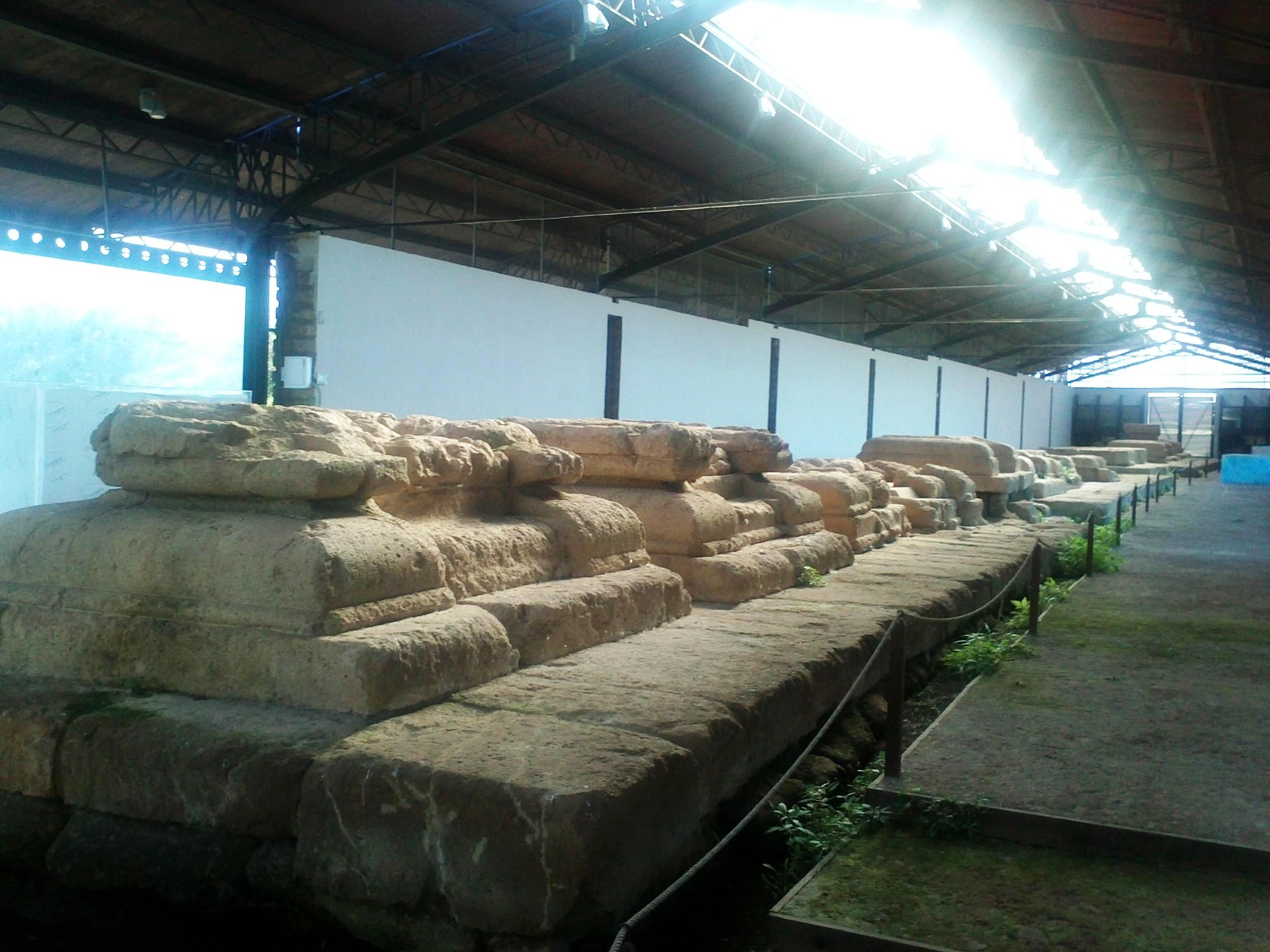
Santuario delle XIII are

L'antica Lavinio è il luogo mitologico dove Enea fondò il primo insediamento in Italia da parte dei profughi da Troia. Secondo la tradizione, il nome della città deriva da Lavinia (Lāuīnĭa), figlia di Latino (Lătīnŭs) re dei Latini e di Amata, data in sposa ad Enea. La città sarebbe stata fondata d'estate, due anni dopo la perdita di Troia.
Il luogo dove fu fondata la città  sarebbe stato quello dove si svolse una contesa tra un lupo, un'aquila e una volpe, interpretata da Enea come segno della futura grandezza di Lavinio, le cui immagini sarebbero state rimaste per lungo tempo riprodotte nel forum cittadino. 
Per un'altra versione Lavinium sarebbe stata fondata nel luogo dove una scrofa, prossima a partorire trenta porcellini, fu ritrovata da Enea dopo essere fuggita dai sacerdoti, che avevano intenzione di sacrificarla agli dei in un luogo vicino al punto dove erano sbarcati i troiani.
Alla città di  Lavinio erano particolarmente affezionati i romani, che la ritenevano sacra perché conservava gli dei ancestrali della città. Secondo la mitologia romana era sacerdote a Lavinio Egeste, che si preoccupò di conservare nella città i Penati che Enea aveva portato da Troia.
Secondo il racconto di Tito Livio, Lavinio era una città ricca e fiorente, tanto da avere popolazione in eccesso. Per questo motivo Ascanio, 30 anni dopo la sua fondazione, abbandonò Lavinio per fondare la nuova città di Alba Longa. In questi trent'anni, nessuno tra i vicini osò attaccare Lavinio.
A Lavinio nel 745 a.C. fu ucciso Tito Tazio, re di Roma insieme a Romolo. Questo accadde perché i parenti di Tito Tazio avevano maltrattato degli ambasciatori di Laurentum a Roma e Tazio non aveva posto rimedio a questa grave provocazione. Giunto nella vicina Lavinio per un sacrificio solenne, fu assassinato in un moto di piazza.
Lucio Tarquinio Collatino, primo console della Repubblica romana con Lucio Giunio Bruto, si ritirò a Lavinio, con tutte le sue proprietà, dopo che fu convinto a ritirarsi dalla suprema magistratura, perché inviso al popolo per essere parente di Tarquinio il Superbo, ultimo re di Roma.
Nel 489 a.C. Lavinio fu presa dall'esercito dei Volsci, condotto da Gneo Marcio Coriolano (anche se secondo Plutarco, la città subì sì l'assedio dei Volsci, ma non fu presa, perché costoro decisero di attaccare Roma).
(Livio, II, 39.)
Nel 390 a.C. Marco Furio Camillo, nel celebre discorso con cui convinse i romani a non abbandonare Roma, appena saccheggiata dai Galli di Brenno, ricorda i riti sacri che per tradizione, i romani ancora compivano sul monte Albano e a Lavinio.
Nel 338 a.C., al termine della guerra latina, Lavinio rinnovò un foedus di tipo sacro con Roma, e la città divenne municipio.
Degli avvenimenti cittadini successivi alla guerra latina si sa poco ed è certo che Lavinio rimase importante più come luogo di memorie sacre che come città in sé. Vespasiano vi inviò dei coloni (veterani del suo esercito), fondendo inoltre il territorio del municipium di Lavinio con quello della vicina Laurentum.
Di Lavinio, in età imperiale, rimase ancora attiva e frequentata solo l'area sacra.

## Archeologia
La prima localizzazione del sito dell'antica Lavinio si deve a Pirro Ligorio, confermata dagli scavi archeologici eseguiti, a partire dal 1957, dall'Università di Roma. Questi scavi hanno permesso di datare alla media età del bronzo (ca XIII-XII secolo a.C.) le prime frequentazioni umane, anche se prime occupazioni stabili, datano al IX-VIII secolo a.C.
Gli scavi condotti da allora, nella zona di Pratica di Mare, hanno permesso di identificare tutta una serie di strutture dell'antica Lavinio, oltre al tracciato delle mura cittadine. Tra le prime, si annoverano il Santuario delle XIII are, dove venivano eseguiti riti sacrificali, l'Heroon di Enea, un tumulo sepolcrale datato al VII secolo a.C. che si vorrebbe identificare come la tomba di Enea, le mura e una porta della città, le Terme, e due depositi votivi, uno antico e uno più recente databile all'età repubblicana, dedicato a Minerva.
Il gruppo di studio dell'Università di Roma, ha poi realizzato una cartografia archeologica di tutta l'area interessata dagli scavi.
In tempi recenti è stata ritrovata una XIV ara, poco distante dal sito dove si trovano le prime XIII are. Questa area sacrificale si potrebbe identificare forse con il santuario ad Afrodite di cui parla Strabone, ma secondo un'altra interpretazione sarebbe un luogo di culto condiviso dalle città Latine, ad ognuna delle quali, corrispondeva un'ara del Santuario.

## Tutela
Per l'importanza del sito nel 2005 è nato a Pomezia il Museo civico archeologico Lavinium Città di Pomezia, sotto la Soprintendenza dei Beni Archeologici del Lazio, che espone i reperti ritrovati nell'area archeologica.
Il Decreto Ministeriale 25 marzo 2005 del Ministero dell'ambiente e della tutela del territorio e del mare, ai sensi della Direttiva Habitat, direttiva 92/43/CEE ha istituito il sito di interesse comunitario denominato Antica Lavinium - Pratica di Mare.